# CTDNEP1
CTDNEP1‏ (CTD nuclear envelope phosphatase 1) هوَ بروتين يُشَفر بواسطة جين CTDNEP1 في الإنسان.